# Hermsdorf (Rossau)
Hermsdorf ist ein Ortsteil der Gemeinde Rossau im Landkreis Mittelsachsen (Freistaat Sachsen). Er wurde am 1. Januar 1994 eingemeindet.

## Geografie

### Geografische Lage

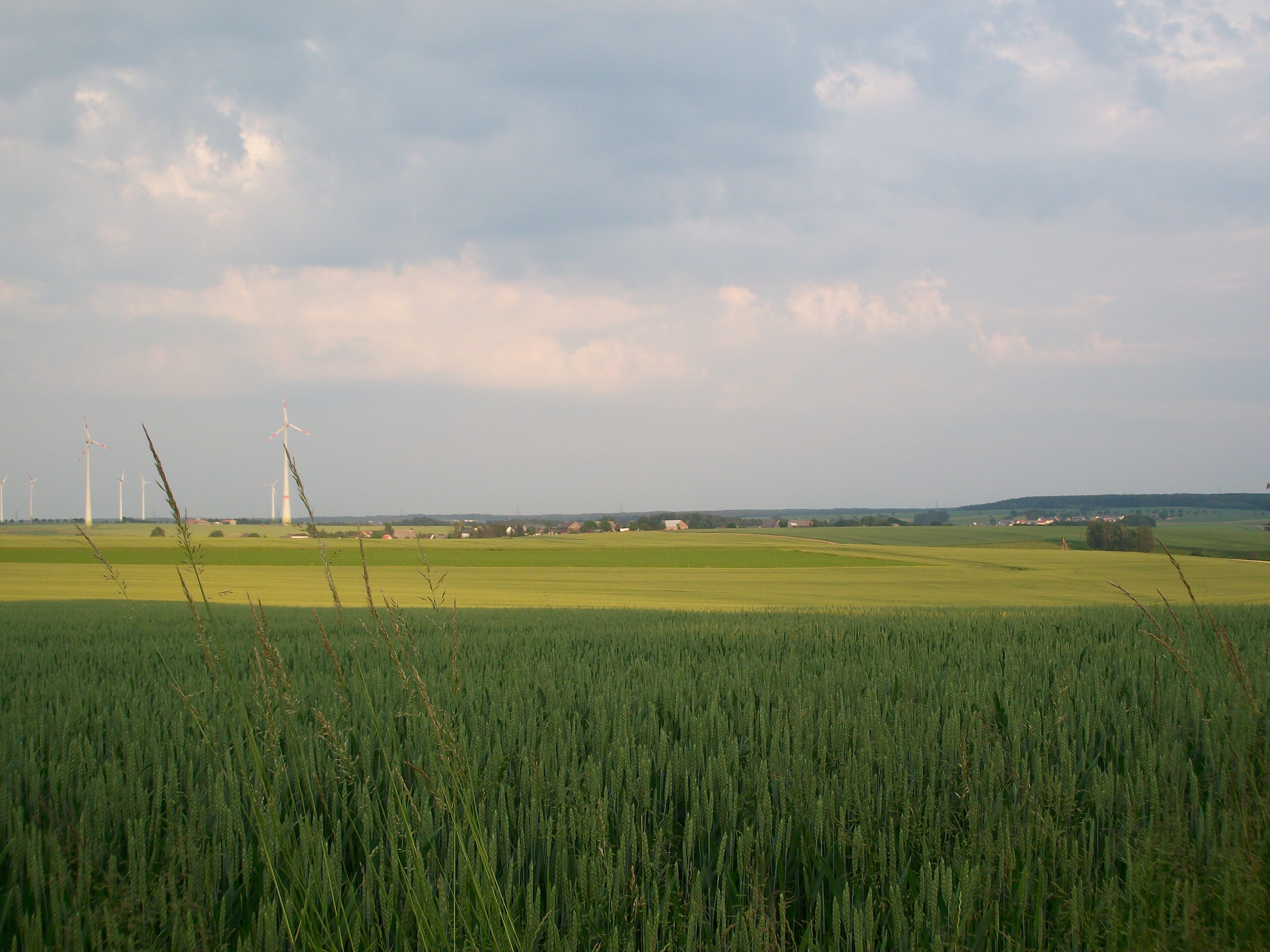
Blick von Falkenhain nach Hermsdorf

Hermsdorf liegt auf einer Hochfläche westlich des Tals der Zschopau, die im Westen und Norden des Orts zur Talsperre Kriebstein aufgestaut wird.

### Nachbarorte
| Falkenhain | Kriebstein                                  | Erlebach     |
| Ringethal  | Kompassrose, die auf Nachbargemeinden zeigt | Niederrossau |
|            | Weinsdorf                                   |              |

## Geschichte

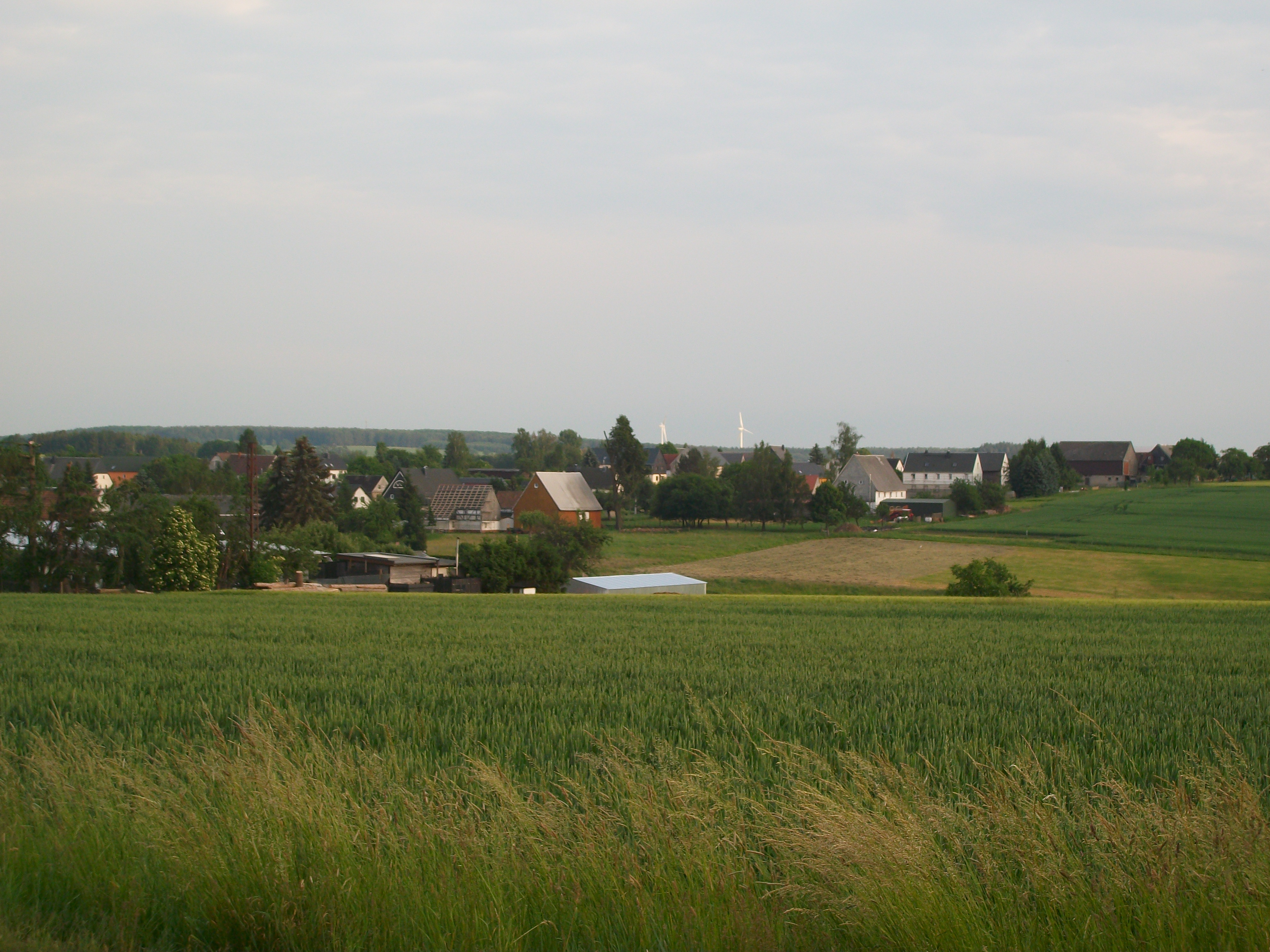
Ortsansicht von Hermsdorf

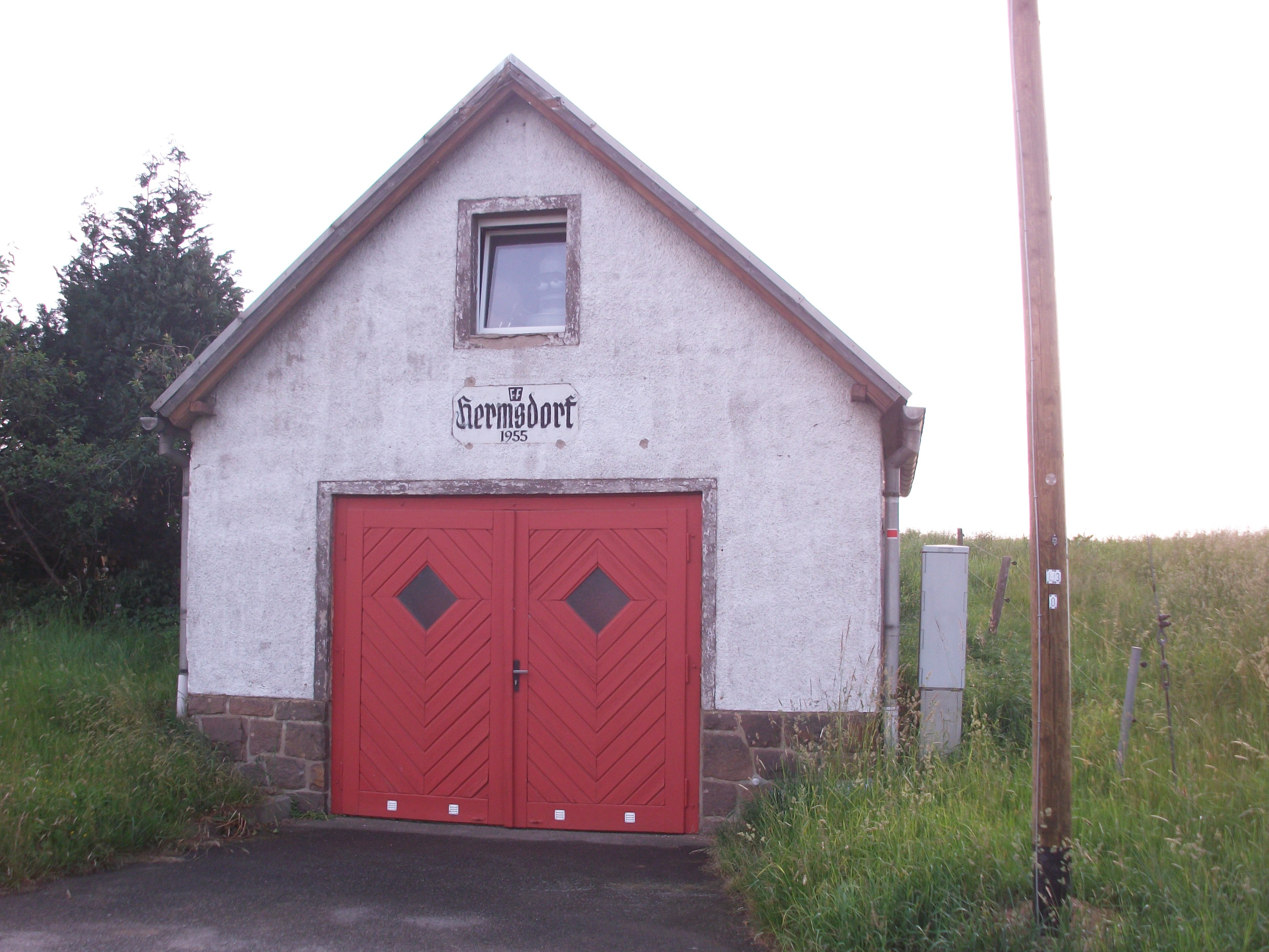
Freiwillige Feuerwehr Hermsdorf (Rossau)

Hermsdorf wurde im Jahr 1350 als „Hermansdorf“ erwähnt. Ab 1551 ist das Rittergut Ringethal als Grundherr über den Ort belegt. Hermsdorf gehörte somit zusammen mit den benachbarten Orten Ringethal und Falkenhain zur Herrschaft Ringethal, welche eine zum Kreisamt Freiberg gehörige Exklave darstellte, die zum größten Teil von den Ämtern Rochlitz und Nossen umgeben war.
Im Jahr 1832 wurden die drei Orte der Herrschaft Ringethal vom Kreisamt Freiberg getrennt und dem Amt Frankenberg-Sachsenburg unterstellt. Bei den im 19. Jahrhundert im Königreich Sachsen durchgeführten Verwaltungsreformen wurden die Ämter aufgelöst. Dadurch kam Hermsdorf im Jahr 1856 unter die Verwaltung des Gerichtsamts Mittweida und 1875 an die neu gegründete Amtshauptmannschaft Rochlitz.
Durch die zweite Kreisreform in der DDR wurde Hermsdorf im Jahr 1952 dem Kreis Hainichen im Bezirk Chemnitz (1953 in Bezirk Karl-Marx-Stadt umbenannt) angegliedert, der ab 1990 als sächsischer Landkreis Hainichen fortgeführt wurde. Mit der 1994 erfolgten Verwaltungsreform wurde Hermsdorf am 1. Januar 1994 in die Gemeinde Rossau eingegliedert und dem neu gebildeten Landkreis Mittweida zugeteilt. Seit 2008 gehört die Gemeinde Rossau mit ihren Ortsteilen zum neu gebildeten Landkreis Mittelsachsen.